# Cortinarius alneus
Cortinarius alneus är en svampart som beskrevs av M.M. Moser ex M.M. Moser 1967. Cortinarius alneus ingår i släktet Cortinarius och familjen spindlingar.   Inga underarter finns listade i Catalogue of Life.